# Sampsiceramo II
Sampsiceramo II (in latino: Sampsicerămus; ... – 42) fu re-sacerdote di Emesa, vassallo dell'Impero romano, dal 14 a.C. alla sua morte.

## Biografia
Sampsiceramo era il figlio di Giamblico II, re-sacerdote di Emesa e vassallo dei Romani. Alla morte del padre, nel 14 a.C., gli succedette al trono. Sposò Iotapa, figlia del re Mitridate III di Commagene, da cui ebbe quattro figli: Gaio Giulio Azizo, che gli succedette al trono, Gaio Giulio Soaemo, Iotapa e Giulia Mesa.
In un'iscrizione ritrovata nel tempio di Bel a Palmira e datata al 18/19, Sampsiceramo è menzionato insieme a Germanico, nipote e figlio adottivo dell'imperatore Tiberio; secondo gli storici, questa iscrizione potrebbe indicare che Sampsiceramo avrebbe agito da intermediario tra i Romani e i Palmireni, anche in considerazione del fatto che il benessere di Emesa era strettamente legato ai suoi rapporti con Palmira.
Si imparentò con la dinastia erodiano-asmonea, facendo sposare la propria figlia Iotapa ad Aristobulo, nipote di Erode il Grande, e con quella del Regno del Ponto, dando in sposa Giulia Mesa al re Polemone II.
Sampsiceramo morì nel 42; poco tempo prima, si recò a Tiberiade, a far visita ad Erode Archelao.